# Ptochophyle
Ptochophyle is een geslacht van vlinders van de familie spanners (Geometridae), uit de onderfamilie Sterrhinae.

## Soorten
- P. albidisca (Warren, 1907)
- P. ambolosy Viette, 1978
- P. ambrensis Viette, 1970
- P. anala Viette, 1970
- P. anamale Viette, 1970
- P. angulosa Herbulot, 1970
- P. anisocosma Prout, 1918
- P. anosibe Viette, 1978
- P. anthocroca Prout, 1925
- P. apicirubra Prout, 1917
- P. apseogramma Prout, 1932
- P. aurantibasis Herbulot, 1970
- P. bradyspila Prout, 1934
- P. callichroa Prout, 1934
- P. carioni Viette, 1972
- P. conservata Walker, 1861
- P. corallina Herbulot, 1970
- P. crypsaurea Bastelberger, 1908
- P. cyphosticha Turner, 1908
- P. dargei Herbulot, 1978
- P. definita Prout, 1922
- P. dilucida Warren, 1897
- P. dipyramida Prout, 1918
- P. dischista Prout, 1938
- P. dollmani Prout, 1932
- P. doricaria Swinhoe, 1904
- P. dracontias Meyrick, 1897
- P. dubiefi Viette, 1978
- P. dujardini Viette, 1972
- P. eclipsis Prout, 1932
- P. exitela Prout, 1918
- P. flavipuncta Warren, 1899
- P. gnamptoloma Prout, 1925
- P. herbuloti Viette, 1970
- P. hiaraka Viette, 1978
- P. hilaris Warren, 1898
- P. hyalotypa Prout, 1932
- P. innotata Warren, 1896
- P. inornata Warren, 1896
- P. jabaina Viette, 1978
- P. kenricki Prout, 1925
- P. lakato Viette, 1978
- P. lineata Warren, 1896
- P. madecassa Viette, 1972
- P. marginata Warren, 1897
- P. medioplaga Swinhoe, 1902
- P. miniosa Warren, 1899
- P. moramanga Viette, 1978
- P. nasuta Prout, 1934
- P. nebulifera Prout, 1920
- P. neurina Prout, 1934
- P. niobe Viette, 1970

- P. notata Warren, 1896
- P. oophora Prout, 1916
- P. orana Viette, 1978
- P. orthogramma Prout, 1925
- P. ozophanes Prout, 1918
- P. peristoecha Prout, 1925
- P. permutans Hampson, 1891
- P. phanoptica Prout, 1934
- P. phlogea Prout, 1938
- P. planaria Swinhoe, 1904
- P. planctogramma Prout, 1938
- P. polyniphes Prout, 1925
- P. porphyrochlamys Prout, 1931
- P. prouti Bethune-Baker, 1915
- P. ptolegenes Viette, 1972
- P. pulverulenta Warren, 1897
- P. rubida Swinhoe, 1904
- P. rubricata Swinhoe, 1903
- P. rubripennis Warren, 1898
- P. sanguinipuncta Swinhoe, 1902
- P. saturnuna Viette, 1972
- P. silvatica Viette, 1972
- P. sogai Viette, 1970
- P. sparsipuncta Viette, 1970
- P. strigata Warren, 1902
- P. subdefinita Viette, 1970
- P. subminiosa Prout, 1932
- P. tantale Viette, 1970
- P. tigrina Meyrick, 1897
- P. togata Fabricius, 1798
- P. tristicula Swinhoe, 1885
- P. vadoni Viette, 1972
- P. vinosa Prout, 1918
- P. virgata West, 1930
- P. vitrata Herbulot, 1965
- P. vola Viette, 1970
- P. volutaria Swinhoe, 1886
- P. volutisignata Prout, 1925
- P. zaphleges Prout, 1925
- P. zearia Swinhoe, 1904
- P. zombensis Prout, 1932